# Лунаматрона
Лунаматрона (італ. Lunamatrona, сард. Lunamadrona) — муніципалітет в Італії, у регіоні Сардинія, провінція Медіо-Кампідано.
Лунаматрона розташована на відстані близько 400 км на південний захід від Рима, 55 км на північ від Кальярі, 10 км на північ від Санлурі, 27 км на північний схід від Віллачідро.
Населення — 1729 осіб (2014).
Щорічний фестиваль відбувається 24 червня. Покровитель — святий Іван Хреститель.

## Демографія
Населення за роками:

Станом на 1 січня 2023 року в муніципалітеті офіційно проживало 16 іноземців з 8 країн, серед них 6 громадян країн Євросоюзу та 3 громадяни України.

## Сусідні муніципалітети
- Коллінас
- Паулі-Арбареї
- Санлурі
- Сідді
- Вілламар
- Віллановафорру